# Bassolino (calciatore)
 Bassolino (fl. XX secolo) è stato un calciatore italiano, di ruolo centrocampista.

## Carriera
Con il Pisa conta 10 presenze in massima serie a partire dalla stagione 1922-1923.